# Tricholoma aestuans

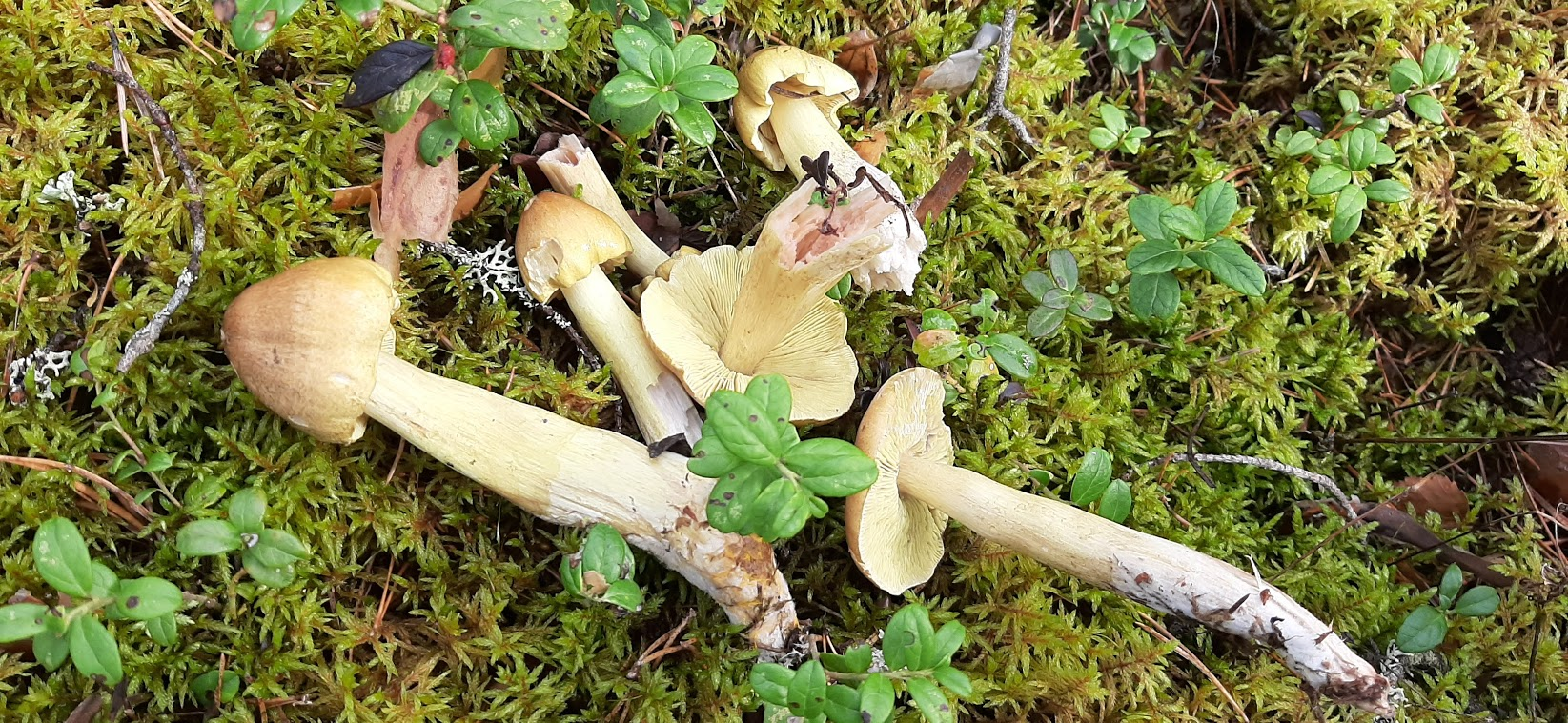

Tricholoma aestuans (Fr.) Gillet – gatunek grzybów należący do rzędu pieczarkowców (Agaricales).

## Systematyka i nazewnictwo
Pozycja w klasyfikacji według Index Fungorum: Tricholoma, Tricholomataceae, Agaricales, Agaricomycetidae, Agaricomycetes, Agaricomycotina, Basidiomycota, Fungi.
Po raz pierwszy zdiagnozował go Elias Fries w 1821 r., nadając mu nazwę Agaricus aestuans. Obecną, uznaną przez Index Fungorum nazwę nadał mu Claude-Casimir Gillet w 1874 r.
Synonimy:
- Agaricus aestuans Fr. 1821
- Cortinellus aestuans (Fr.) P. Karst. 1879
- Gyrophila aestuans (Fr.) Quél. 1886

## Morfologia
Kapelusz
Średnica 3,5–9 cm, początkowo półkulisty do wypukłego, następnie szeroko wypukły do nieco spłaszczonego, często z szerokim garbem. Brzeg początkowo podgięty, czasami lekko uniesiony, z wiekiem falisty do całkowicie klapowanego. Powierzchnia, sucha, gęsto promieniście włókienkowata lub gładka, czasem z rozproszonymi łuskami, zielonkawożółta do oliwkowożółtej.
Blaszki
Przyrośnięte, szerokie, zwarte, raczej bladozielonkawożółte, czasami z bardzo jasnobrązowoszarymi plamkami. Ostrza całe, czasem bardzo jasnobrązowoszare.
Trzon
Wysokość 3–7 cm, grubość 0,9–2 cm, twardy, walcowaty lub lekko zwężający się ku podstawie, pusty, z zaokrągloną podstawą. Powierzchnia delikatnie włókienkowata, często z pasmami matowymi błyszczących włókienek w kierunku wierzchołka, biaława lub żółtawa do zielonkawożółtej, raczej blada.
Miąższ
Białawy, miejscami żółtozielonkawy. Zapach niewyraźny, smak początkowo gorzki, po chwili cierpki.
Cechy mikroskopowe
Subhymenium zbudowane z cylindrycznych, szklistych strzępek o średnicy 2-3 µm. Podstawki maczugowate, szkliste do jasnozielonych, czasami z czerwonawą krystaliczno-ziarnistą zawartością, z 4 sterygmami, 30–38(45) x 6,5–7,5(12,5) µm. Bazydiospory szeroko elipsoidalne, gładkie, cienkościenne, szkliste, nieamyloidalne, 6,5–8 × 4–5 µm, Q = 1,52–1,50. Cheilocystydy cylindryczne, maczugowate, wrzecionowate do workowatych, często rozwidlone na wierzchołku, cienkościenne, gładkie, szkliste lub czasami jasnobrązowy do zielonych, o szklistej lub ziarnistej zawartości, 30–43 × 9,5–14,5 µm. Pleurocystydy, jeśli występują, są cylindryczne, nieregularnie maczugowate do wrzecionowatych, cienkościenne, gładkie, szkliste, jasnobrązowe do zielonych, o zawartości szklistej do ziarnistej, 30–43 × 9,5–12,5 µm. Na szczycie trzonu występują cylindryczne, proste lub zgięte, cienkościenne, gładkie, szkliste kaulocystydy, 29–33 × 3–6,5 µm.

## Występowanie
Znane jest występowanie Tricholoma aestuans w Ameryce Północnej, Europie i Japonii. W Polsce po raz pierwszy jego stanowiska podano w 2015 r. Aktualne stanowiska podaje także internetowy atlas grzybów. Znajduje się w nim na liście gatunków zagrożonych i wartych objęcia ochroną.
Naziemny grzyb mykoryzowy występujący w lasach iglastych. Jest grzybem niejadalnym.